# Рейнхил
Рейнхил (на английски: Rainhill) е село в Западна Англия, графство Мърсисайд. Намира се на около 15 km на изток от централната част на град Ливърпул. Има жп гара. Населението му е 10 987 души (по приблизителна оценка от юни 2017 г.).

## Личности, родени в Рейнхил
- Алан Ейкорт (1934 – 2009), английски футболист-национал

## Личности, свързани с Рейнхил
- Джордж Стивънсън (1781 – 1848), английски изобретател